# Chlorylfluorid
Chlorylfluorid ist eine chemische Verbindung aus der Gruppe der Fluoride der Chlorsäure.

## Gewinnung und Darstellung
Chlorylfluorid kann durch Reaktion von Chlordioxid mit Fluor bei etwa −50 °C gewonnen werden.
{\displaystyle \mathrm {2\ ClO_{2}+F_{2}\longrightarrow 2\ ClF{O_{2}}} }
Es wurde 1942 erstmals von Schmitz und Schumacher synthetisiert.
Es kann auch durch Reaktion von Kaliumchlorat oder Natriumchlorat mit Chlortrifluorid dargestellt werden.
{\displaystyle \mathrm {6\ NaClO_{3}+4\ ClF_{3}\longrightarrow 6\ ClFO_{2}+6\ NaF+2\ Cl_{2}+3\ O_{2}} }

## Eigenschaften
Chlorylfluorid ist ein farbloses Gas, das sehr empfindlich gegen Feuchtigkeit ist. Es bildet an feuchter Luft sofort Nebel. Die Verbindung ist thermisch viel stabiler als Chlordioxid.